# Beltenebros (novela)
Beltenebros es una novela del escritor español Antonio Muñoz Molina publicada en 1989.

## Argumento
Darman, un británico excombatiente en las filas republicanas durante la Guerra civil española, exmiembro del SIM, y miembro del PCE en el exilio, vive retirado en Brighton. Sin embargo, sigue a las órdenes del partido, y actúa, a veces, como sicario. Así fue en tiempos de la guerra española, ejecutando a Walter, acusado de traición. Veinte años después es enviado a Madrid en misión secreta para acabar con la vida de un tal Andrade, al que también se acusa de traición. Darman se enfrentará a sentimientos encontrados con respecto su tarea, al conocer a la futura víctima y a su amante, la cantante Rebeca Osorio, que resulta ser hija de otra Rebeca a la que conoció en su anterior estancia en España.
En ambas ocasiones, se producen caídas de miembros del PCE, al parecer, por la acción de un topo introducido por el misterioso y todopoderoso comisario Ugarte. Finalmente, Darman descubre la inocencia de Walter y Andrade, así como la identidad de Ugarte.

## Adaptación
Adaptada al cine en 1991 por Pilar Miró, en una película del mismo título, protagonizada por Jorge de Juan, José Luis Gómez y Patsy Kensit.